# إصلاح المملكة المتحدة
إصلاح المملكة المتحدة هو حزب سياسي شعبوي يميني في المملكة المتحدة. أُنشئ في بادئ الأمر ليكون حزب البريكست (انسحاب المملكة المتحدة من الاتحاد الأوروبي) وذلك في نوفمبر 2018، وأُعيد تسميته في 6 يناير 2021 عقب إتمام انسحاب المملكة المتحدة من الاتحاد الأوروبي. أسس كل من نايجل فاراج وكاثرين بلايكلوك الحزب بهدف الدعوة إلى الانسحاب من الاتحاد الأوروبي. قبل انسحاب المملكة المتحدة من الاتحاد الأوروبي، ضم الحزب 23 عضوًا من البرلمان الأوروبي. تمثّل أكبر نجاح انتخابي للحزب بالفوز بـ 29 مقعدًا وحصوله على النصيب الأكبر من الأصوات الوطنية في انتخابات البرلمان الأوروبي لعام 2019 المُقامة في المملكة المتحدة.
تمثلت أولوية حزب بريكست بانسحاب بريطانيا من الاتحاد الأوروبي، وانتقال القواعد التجارية لمنظمة التجارة العالمية في حال عدم التوصل إلى اتفاق بشأن التجارة الحرة. وُصف ذلك بأنه «انسحاب نظيف»، والمعروف كذلك بأنه «انسحاب دون اتفاق». باعتباره حزبًا شعبويًا، استمد تأييده من أولئك الذين شعروا بالإحباط جراء تأخر تنفيذ قرار الاستفتاء لعام 2016، ورغبوا بترك الاتحاد الأوروبي دون أن تبقى المملكة المتحدة جزءًا من السوق الموحدة أو الاتحاد الجمركي للاتحاد الأوروبي. انتمى العديد من مؤيدي الحزب سابقًا إلى حزب استقلال المملكة المتحدة –تولى فاراج رئاسة حزب استقلال المملكة المتحدة من عام 2006 إلى عام 2009 ومن عام 2010 إلى عام 2016– بالإضافة إلى حزب المحافظين، بما في ذلك المنشقون البارزون مثل آن ويدديكومب وأنونزياتا ريس موغ. حظي حزب بريكست كذلك بتأييد بعض اليساريين، كعضو البرلمان السابق في حزب الكرامة، جورج غالاوي وأعضاء سابقين في الحزب الشيوعي الثوري.
وصف حزب بريكست نفسه بأنه يركز على استعادة السيادة الديمقراطية لبريطانيا. أصبح أكبر حزب في المملكة المتحدة عندما خاض المنافسة في انتخابات البرلمان الأوروبي لعام 2019. قدم فاراج ميثاقًا انتخابيًا لحزب المحافظين في الانتخابات العامة لعام 2019، وعلى الرغم من رفضه، قرر حزب بريكست من جانبه عدم الترشح في الدوائر الانتخابية التي فاز بها مرشي الحزب المحافظ في الانتخابات السابقة.
في 31 يناير 2020، انسحبت المملكة المتحدة من الاتحاد الأوروبي. بحلول مايو 2020، قُدّمت مقترحات بشأن إعادة تسمية حزب بريكست بحزب الإصلاح. في نوفمبر 2020، أُعلن عن تقديم فاراج طلبًا إلى اللجنة الانتخابية لإعادة تسجيل حزب بريكست في المملكة المتحدة بوصفه حزب الإصلاح. تحول الحزب إلى منبر يعارض عمليات الإغلاق أثناء جائحة وباء كوفيد 19.

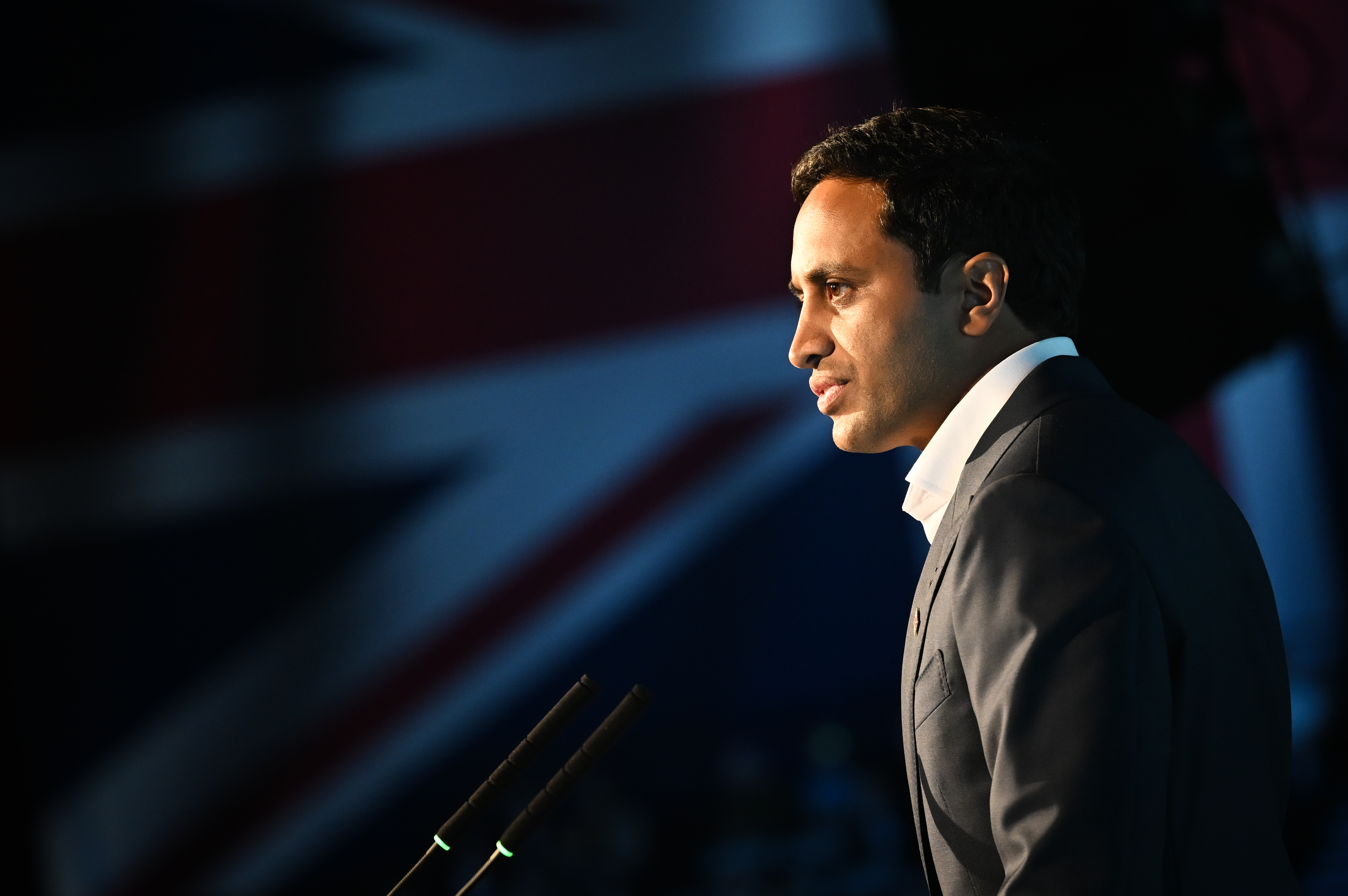
زیا یوسف برمنگھم شہر میں ریفارم یو کے کے ایک اجتماع میں

## زيا يوسف (ريفرم يو كيه)
زيا يوسف هو سياسي بريطاني وعضو في حزب ريفرم يو كيه. تم ترشيحه كمرشح للحزب عن دائرة ستراتفورد وبو في الانتخابات العامة البريطانية لعام 2024. يُعرف بنشاطه في المجتمع المحلي ودفاعه عن مصالح الطبقة العاملة.
تركز حملته الانتخابية على أولويات حزب ريفرم يو كيه، والتي تشمل تبسيط النظام الضريبي، خفض الإنفاق الحكومي، وتعزيز السيطرة على الحدود. ويُنظر إلى ترشيحه كجزء من استراتيجية الحزب لتوسيع نفوذه في المناطق الحضرية التي كانت تقليدياً معقلاً لحزب العمال.

## تاريخيًا

### حزب بريكست
في 23 نوفمبر 2018، أُنشئت شركة باسم حزب بريكست المحدودة ضمن مجلس الشركات. أُعلنت المتحدثة السابقة لحزب استقلال المملكة المتحدة، كاثرين بلايكلوك عن إنشاء الحزب رسميًا بتاريخ 20 يناير 2019، وتولت رئاسة الحزب مبدئيًا. في 5 فبراير 2019، سُجّل الحزب لدى اللجنة الانتخابية للمملكة المتحدة ليتمكن من ترشيح نفسه لخوض أي انتخابات إنجليزية وأسكتلندية وويلزية وفي الاتحاد الأوروبي.
في يوم الإعلان عن الحزب، ذكر نايجل فاراج، الذي كان مستقلًا منذ مغادرته البرلمان في أوائل ديسمبر 2018، أن الحزب كان فكرة بلايكلوك، لكنها تصرفت بتأييد كامل منه. في مقابلة أجرتها بلايكلوك في 24 يناير 2019، صرّحت أنها لن تدير الحزب بدون نايجل فاراج، وأنها ليست معروفة ولا تمتلك الجرأة لقول إنها كذلك وأنها سعيدة بتيسير الأمور على نايجل ولا تمانع القيام بالأعمال لصالحه، علاوة على أنها لا تغتر بنفسها. في 8 فبراير 2019، صرح فاراج بأنه سيرشح نفسه عن الحزب لخوض أي انتخابات محتملة في البرلمان الأوروبي مستقبلًا في المملكة المتحدة. ذكر عضوي البرلمان ستيفن وولف وناثان جيل، اللذان كانا في السابق أعضاء في حزب الاستقلال، أنهما سينضمان إلى الحزب.
في 1 فبراير 2019، صرّحت بلايكلوك لصحيفة ديلي تلغراف أن الحزب جمع مليون جنيه إسترليني من التبرعات، وتقدّم ما تجاوز 200 شخص بعرض الترشح عن حزب بريكست في انتخابات البرلمان الأوروبي في مايو 2019، في حال لم تنسحب المملكة المتحدة من الاتحاد الأوروبي بحلول ذلك الوقت.
بعد الإعلان عن تشكيل الحزب، نالت بلايكلوك انتقادات لما صرّحت به من تعليقات معادية للإسلام على وسائل التواصل الاجتماعي بين عامي 2017 و2019. استقالت من منصبها كزعيمة للحزب في 20 مارس 2019 بسبب رسائل معادية للإسلام حُذفت منذ ذلك الحين على موقع تويتر، بما في ذلك رسائل أعاد تغريدها شخصيات من اليمين المتطرف ومنهم مارك كوليت وتومي روبنسون وجو والش. ذكر فاراج أنه سيتولى زمام القيادة، وأنه لم يكُن من المفترض أن تتولى بلايكلوك زعامة الحزب فترة طويلة وأن الحزب «افتراضي في الوقت الراهن –مجرد موقع على شبكة الإنترنت.» عندما دُشّن الحزب في 12 أبريل، أجاب فاراج عندما سُئِل حول قضايا بلايكلوك: «أنشأت بلايكلوك الحزب، وكانت المديرة التي أقامته. نعم، واجهنا بعض المشاكل، ولكن هل سنكون متشددين إزاء جميع أشكال التعصب؟ نعم.»
في أبريل 2019، أُقيل أمين خزنة الحزب، مايكل ماكغوف من منصبه بعد أن كشفت صحيفة الغارديان عن تعليقات نشرها في عام 2017 على وسائل التواصل الاجتماعي والتي وُصفت بأنها معادية للسامية والمثليين.
في 22 نوفمبر 2019، قدّم حزب بريكست مقترحاته للانتخابات العامة لعام 2019 في المملكة المتحدة. شملت المقترحات مجموعة واسعة من مجالات السياسة العامة بما في ذلك الضرائب وإصلاح السياسة والهجرة والبيئة. حصل الحزب على نسبة 2% من الأصوات في الانتخابات، ولم يفز أي من مرشحيه البالغ عددهم 273 بأي مقعد.

### التحول إلى إصلاح المملكة المتحدة
قبل الانتخابات العامة في 8 ديسمبر 2019، أعلن زعيم الحزب نايجل فاراج أن الحزب سيغير اسمه من بريكست إلى حزب الإصلاح، وأعلن عن حملة تهدف إلى تغيير النظام الانتخابي وهيكل مجلس العموم.
في يوليو 2020، تأسس حزب إيتلاكست، وهو حزب أوروبي شكوكي استلهم أفكاره من حزب بريكست.
في نوفمبر 2020، أعلن فاراج وتايس عن تقدمهما بطلب إلى اللجنة الانتخابية لإعادة تسمية الحزب من بريكست إلى «إصلاح المملكة المتحدة»، وصرحا بأن الحزب سيقوم بحملة معارضة ضد المزيد من عمليات الإغلاق بسبب وباء كوفيد 19 وأنه سيسعى إلى إصلاح جوانب الحكم في المملكة المتحدة، بما في ذلك هيئة الإذاعة البريطانية ومجلس اللوردات. تؤيد المجموعة إعلان بارينغتون العظيم.
ألقى تحليل أجرته شركة يوجوف لتنظيم الاستفتاءات بظلال من الشك على المناشدة المرتقبة من جانب الحزب الذي أعيد تشكيله، فذكر أن التداخل بين الناخبين الذين يمتلكون رأيًا إيجابيًا بشأن نايجل فاراج وأولئك الذين لديهم رأي سلبي بشأن عمليات الإغلاق كان ضئيلًا، إذ قُدر بنحو 7% من الناخبين. قدّمت هيئة الإصلاح الخيرية شكوى إلى اللجنة الانتخابية بشأن تغيير الحزب لاسمه، مجادلة بأن ذلك من شأنه أن يلحق الضرر بحسن نيتها من خلال التشويش على الاسم. قدم حزب التجديد كذلك شكوى إلى اللجنة الانتخابية بحجة أن إعادة تغيير الاسم سيؤدي إلى تضليل الناخبين نظرًا لسهولة الخلط بين الإصلاح والتجديد.
في 6 يناير، وافقت اللجنة الانتخابية على تغيير اسم الحزب إلى «إصلاح المملكة المتحدة».
في عام 2021، اكتسب حزب إصلاح المملكة المتحدة تمثيلًا في البرلمان الأسكتلندي عندما انضم عضو حزب المحافظين السابق والمستقل آنذاك ميشيل بالانتين إلى الحزب ومنحه نايجل فاراج لقب زعيم إصلاح المملكة المتحدة في هوليرود. تنحى فاراج عن منصب الزعامة في مارس 2021، وحل محله رئيس الحزب ريتشارد تايس. في 11 مارس 2021، عُين ديفيد بول، نائبًا لرئيس الحزب.
في 26 مارس 2021، نُصّب ناثان جيل، رئيس حزب بريكست السابق، زعيمًا لحزب إصلاح المملكة المتحدة في ويلز.
في عام 2021، أعلن حزب إصلاح المملكة المتحدة عن عزمه على وضع قائمة كاملة من المرشحين في انتخابات مجلس الشيوخ والبرلمان الأسكتلندي وهيئة لندن التشريعية بالإضافة إلى ترشح الزعيم ريتشارد تايس للانتخابات في الانتخابات التي ستُعقد. مع ذلك، لم يرشح الحزب أي من أعضاءه لمنصب عمدة لندن بعد عقد اتفاق مع زعيم حزب الاستصلاح وممثله لورانس فوكس. حل فوكس بالمرتبة السادسة في الانتخابات البلدية بنسبة لم تتجاوز 2% من الأصوات.  فشل الحزب في الفوز بأي مقاعد تتجاوز المستوى المحلي في انتخابات عام 2021 في مايو، فضلًا عن خسارته إيداعه في انتخابات هارتلبول الفرعية. في انتخابات البرلمان الويلزية، قدم الحزب قائمة كاملة من المرشحين في كل دائرة انتخابية وفي القوائم الإقليمية، ولكنه حصل على نسبة 1.6% فقط من أصوات الدوائر الانتخابية وحل بذلك في المركز السابع، بالإضافة إلى 1.1% من أصوات القائمة الإقليمية ليحل بذلك في المركز الثامن. في انتخابات البرلمان الأسكتلندي، لم يوفَد أي من مرشحي الدوائر الانتخابية وتلقى الحزب فقط 5,793 قائمة من الأصوات في جميع أنحاء البلاد على الرغم من سمعته المنتشرة في جميع مناطق أسكتلندا. في انتخابات هيئة لندن التشريعية، لم يُنتخب أي من مرشحي دائرتهم الانتخابية وانتهى المطاف بالحزب في المرتبة العاشرة على قائمة لندن بأسرها بأصوات بلغ عددها 25,009 صوتًا.

## عودة نايجل فاراج السياسية في 2024

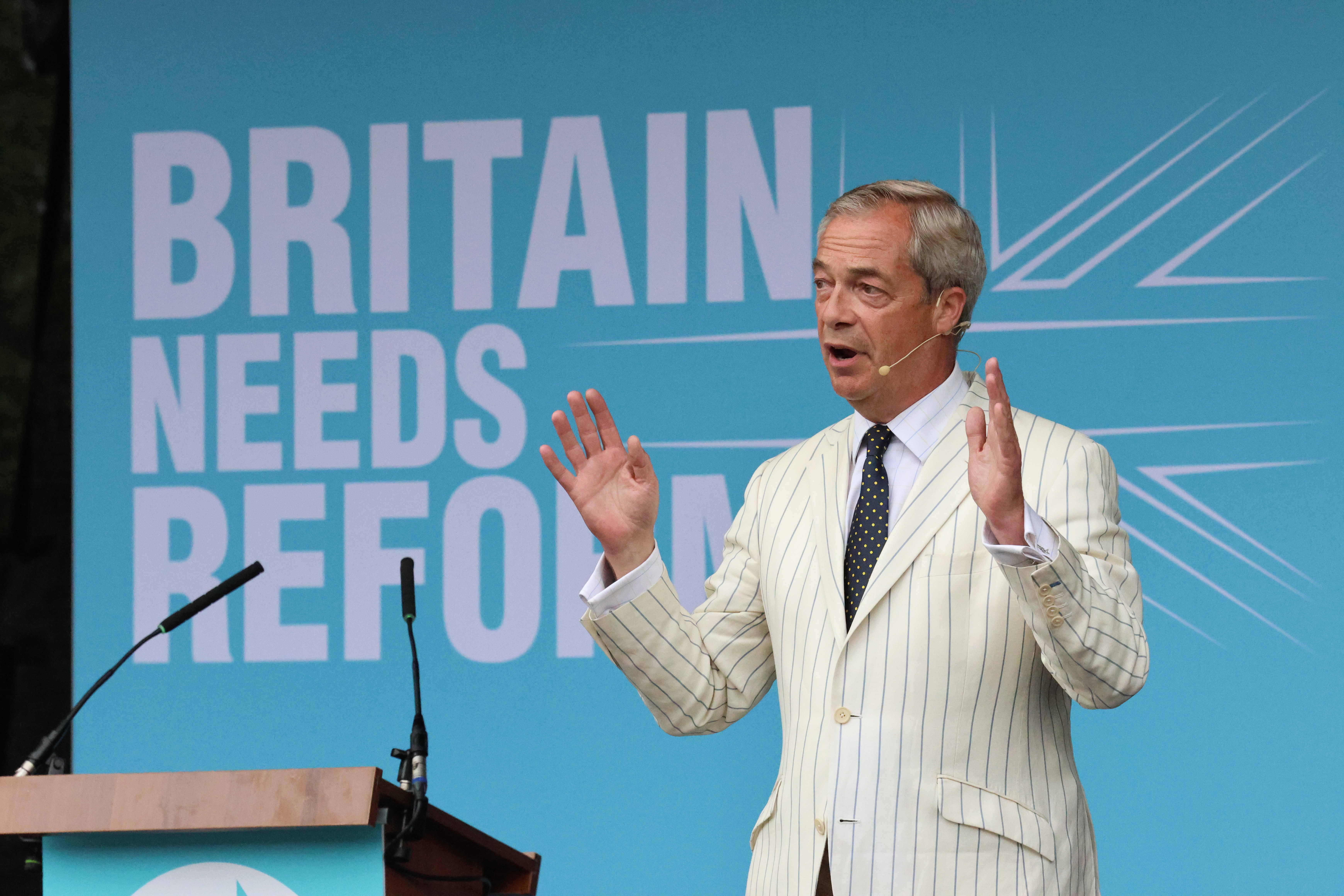
عاد نايجل فاراج عام 2024 ودخل البرلمان لأول مرة مع أربعة نواب آخرين

بعد غيابه لعدة سنوات عن السياسة، عاد نايجل فاراج إلى السياسة في الانتخابات العامة لعام 2024، وتولى قيادة حزب ريفورم المملكة المتحدة. يُعتبر الحزب يمينيًا، وتشير بعض الاستطلاعات إلى أنه تجاوز حزب المحافظين في الشعبية.
أطلق حملة قوية على وسائل التواصل الاجتماعي مثل TikTok،
وكان برنامجه الانتخابي يتضمن تخفيضات ضريبية ضخمة، والحد من الهجرة غير الشرعية، والخروج من المحكمة الأوروبية لحقوق الإنسان.
حصل الحزب على 4,114,287 صوتًا وفاز بخمس مقاعد، ودخل فاراج البرلمان لأول مرة كنائب. وقد أعلن عن نيته الترشح لرئاسة الوزراء عام 2029.<ref>{{استشهاد بويب|title=Farage: I want to challenge to be PM in 2029|url=https://www.telegraph.co.uk/politics/2024/06/17/nigel-farage-plan-run-for-prime-minister-2029/%7Cpublisher=The Telegraph|language=إنجليزية|date=17 يونيو 2024|access-date